# علي رضا جهانبخش
علي رضا جهانبخش ((بالفارسية: علیرضا جهانبخش‏)؛ مواليد 11 أغسطس 1993) لاعب كرة قدم إيراني يجيد اللعب في مركز الجناح مع نادي فاينورد الهولندي ومنتخب إيران.

## روابط خارجية
- علي رضا جهانبخش على موقع الاتحاد الأوربي (الإنجليزية)
- علي رضا جهانبخش على موقع قاعدة بيانات كرة القدم.إي يو (الإنجليزية)
- علي رضا جهانبخش على موقع ليكيب (الفرنسية)
- علي رضا جهانبخش على موقع ناشيونال فوتبول تيمز (الإنجليزية)
- علي رضا جهانبخش على موقع Soccerbase.com (لاعب) (الإنجليزية)
- علي رضا جهانبخش على موقع Soccerway.com (الإنجليزية)
- علي رضا جهانبخش على موقع عالم كرة القدم.نت (الإنجليزية)
- علي رضا جهانبخش على موقع AS.com (الإسبانية)